# Болошково (Новгородська область)
Болошково (рос. Болошково) — присілок у Крестецькому районі Новгородської області Російської Федерації.
Населення становить 2 особи. Належить до муніципального утворення Новорахинське сільське поселення.

## Історія
До 1927 року населений пункт перебував у складі Новгородської губернії. У 1927-1944 роках перебував у складі Ленінградської області.
Орган місцевого самоврядування від 2010 року — Новорахинське сільське поселення.

## Населення
| 2002 | 2010 |
| ---- | ---- |
| 11   | ↘2   |